# Carl Gottlob von Neitschütz
Carl Gottlob von Neitschütz (* um 1650; † 27. Juni 1720 in Leipzig) war ein königlich-polnischer und kurfürstlich-sächsischer General der Infanterie.

## Leben
Er stammte aus dem thüringischen Adelsgeschlecht von Neitschütz und war der Sohn des Generalleutnants Rudolph von Neidschütz. 
Zunächst diente er bei der Infanterie, 1701 wurde er Oberst eines Regiments in Dresden. Als 1702 der Gouverneur von Dresden und Leipzig Minckwitz starb, wurde er zu dessen Nachfolger ernannt und Generalmajor. Seine Beförderung zum Generalleutnant erfolgte im März 1710. Im Jahr 1715 wurde er dann General der Infanterie.
Seit 1700 war er Besitzer des Schlosses Blankenhain.
Am 10. April 1682 heiratete er Maria Elisabeth von Bünau († 20. April 1692), Tochter von Heinrich von Bünau auf Blankenhayn. Anschließend heiratete er Christiane Louise von Birkholz. Er hatte zwei Söhne:
- Cuno Friedrich Karl († 12. April 1755), Oberstleutnant
- Carl Gottlob († 4. Dezember 1752), Oberforstmeister ⚭ Dorothea Auguste von Ende